# 中庫亞利尼克河
中庫亞利尼克河（烏克蘭語：Середній Куяльник），是烏克蘭的河流，位於該國西南部敖德薩州，發源自奧尼洛韋東南部，屬於小庫亞利尼克河的左支流，河道全長53公里，流域面積638平方公里。